# مذبحة خولياكا
في 9 يناير عام 2023، أطلقت الشرطة الوطنية البيروفية النار على المتظاهرين في خولياكا خلال الاحتجاجات السياسية البيروفية في عامي 2022-2023 ضد الرئيسة دينا بولوارت، ما أدى إلى الشروع بمذبحة. قُتل ما لا يقل عن 18 شخصًا، من بينهم مسعف في مكان الحادث، وأصيب أكثر من 100 آخرين على يد الشرطة خلال الاحتجاجات في المدينة وعزيت جميع الوفيات إلى إصابات بطلقات نارية. كانت المذبحة أكثر الأيام دموية خلال سلسلة الاحتجاجات في بيرو. انتقدت وسائل إعلام محلية ردة فعل وسائل الإعلام الوطنية قائلةً بأنه قد تم التغاضي عن الأحداث في خولياكا. وصفت لجنة الدول الأمريكية لحقوق الإنسان الحدث، إلى جانب عمليات القتل المماثلة في أياكوتشو، بأنه مذبحة.

## الخلفية

### محاولة حلّ الكونغرس
خلال قترات رئاسة كل من أويانتا هومالا وبيدرو بابلو كوشينسكي ومارتن فيزكارا، عرقل الكونغرس اليميني بقيادة ابنة الدكتاتور البيروفي السابق ألبرتو فوجيموري، كيكو فوجيموري، الكثير من الإجراءات التي قام بها الرؤساء. في الانتخابات العامة البيروفية لعام 2021، تم انتخاب بيدرو كاستيلو رئيسًا لبيرو وتلقى الكثير من دعمه من المناطق الريفية التي تعتقد أن الانتخابات في ليما متورطة في الفساد. وفقًا للمؤرخ خوسيه راجاس من الجامعة الكاثوليكية البابوية في تشيلي، على الرغم من اتهام كاستيلو بأنه مرتبط بالإرهاب الشيوعي «في الأماكن التي تسبب فيها الإرهاب في إراقة الدماء، إلا أنه قد فاز».
خلال رئاسة كاستيلو، هيمنت الأحزاب اليمينية المعارضة له على الكونغرس إذ حاول المشرعون عزله عدة مرات من خلال بعض السبل السياسية. نظرًا لصياغة مسألة حجب الثقة التي تم تفسيرها على نطاق واسع في دستور بيرو (1993)، يمكن للكونغرس عزل الرئيس على أساس غامض يتمثل في «العجز الأخلاقي»، ما يجعل الهيئة التشريعية أكثر قوة من السلطة التنفيذية. في 7 ديسمبر عام 2022، كان من المتوقع أن يقدم الكونغرس طلبًا بتوجيه اللوم إلى كاستيلو بتهمة «العجز الأخلاقي الدائم». قبل أن تتمكن الهيئة التشريعية من التجمع لتقديم اقتراح حجب الثقة، أعلن كاستيلو حلّ الكونغرس وسنّ حظر تجول فوري. بعد لحظات من خطاب كاستيلو، استقال العديد من الوزراء من حكومته بمن فيهم رئيسة الوزراء بيتسي شافيز. أصدرت المحكمة الدستورية بيانًا أعلنت فيه: «لا أحد مدين بالطاعة لحكومة مغتصبة والسيد بيدرو كاستيلو قام بانقلاب فاشل. بالإضافة إلى أن القوات المسلحة مخولة بإعادة النظام الدستوري». أصدرت القوات المسلحة بيانًا رفضت فيه تصرفات كاستيلو ودعت إلى الحفاظ على الاستقرار في بيرو. رفض الكونغرس تصرفات كاستيلو لحل الهيئة التشريعية واجتمع وصوّت لإقالة كاستيلو من منصبه بسبب «العجز الأخلاقي» بأغلبية 101 صوتًا مقابل 6 وامتناع 10 عن التصويت. أُعلن أن النائب الأول للرئيس دينا بولوارت، التي رفضت تصرفات كاستيلو، وأدّت اليمين الدستورية للرئاسة عند الساعة 3:00 مساءً بتوقيت البيرو. دخلت نائبة الرئيس كاستيلو، دينا بولوارت، القصر التشريعي بعد الساعة 3:00 مساءً بقليل. مثلت أمام الكونغرس، حيث أدت اليمين الدستورية لاحقًا كرئيسة لبيرو.